# Haval H9
Haval H9 — повнорозмірний SUV випускається з 2014 року компанією Haval - підрозділом китайського автовиробника Great Wall Motors. Флагманська модель компанії, на його базі створено флагманський пікап Great Wall Pao.

## Перше покоління

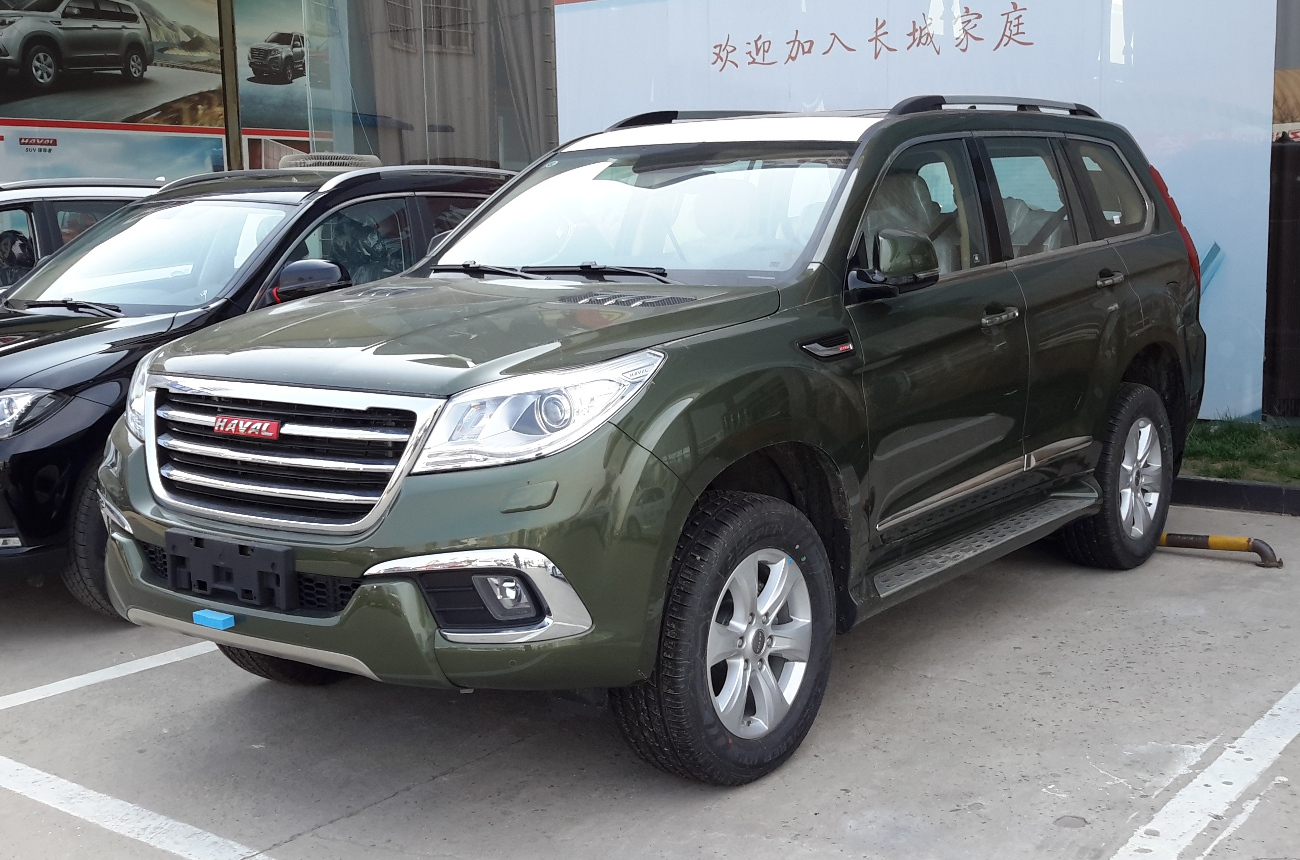
Haval H9 (2014-2017)

Це найбільший автомобіль, що розроблений Great Wall Motors, і є після Great Wall Hover другим позашляховиком компанії розробленим з кузовом на рамі. Компанією позиціонується як конкурент Toyota Land Cruiser Prado.

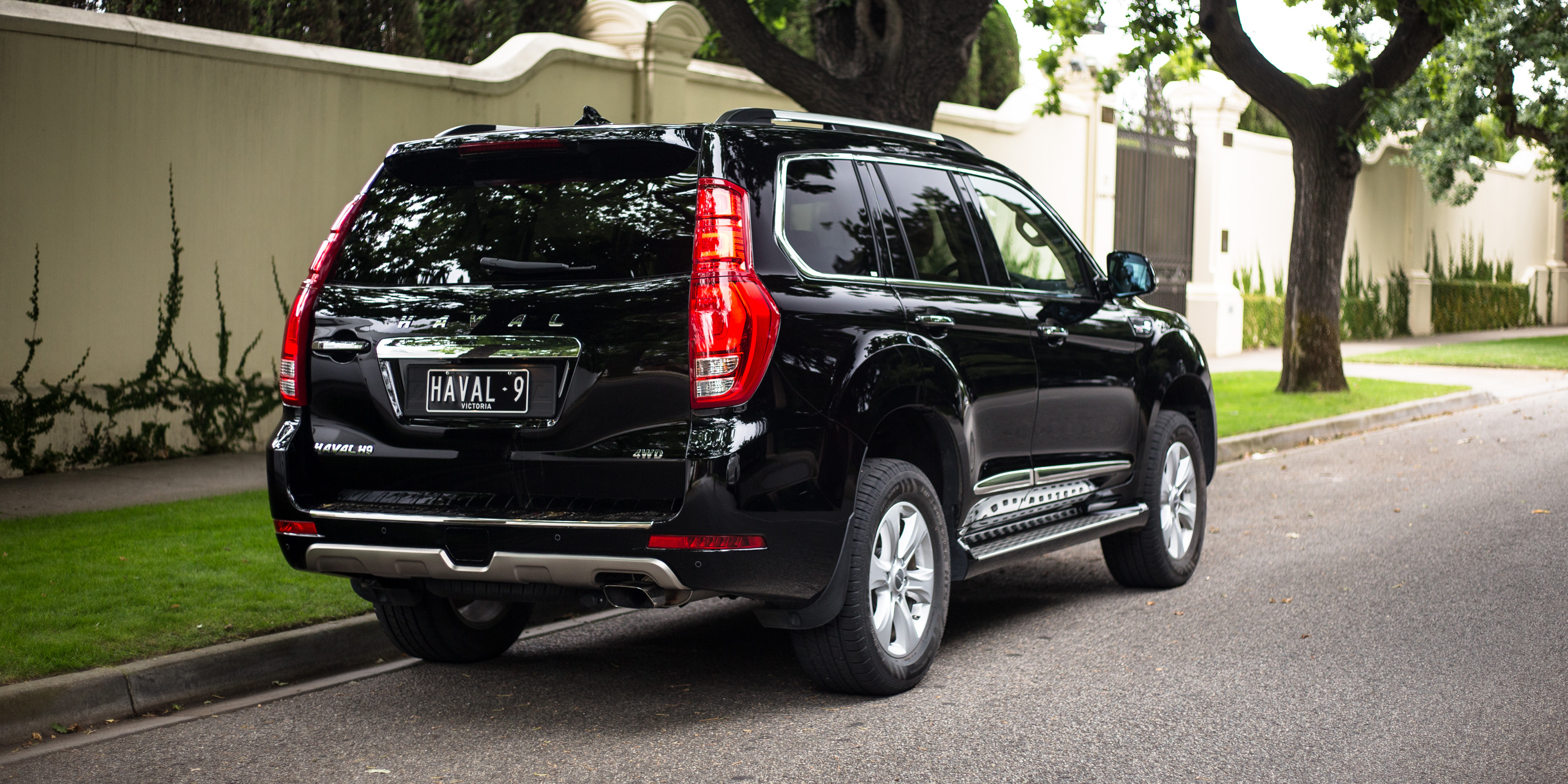

Модель була представлена в квітні 2014 року на Пекінському автосалоні, і з листопада 2014 року надійшла в продаж в Китаї. У жовтні 2015 року вийшов на ринок Австралії.
У 2017 році відбувся перший рестайлінг: новий передній бампер і решітка радіатора з трьома хромованими ребрами замість п'яти.
Весною 2019 року відбулось друге оновлення - модель отримала помітно перероблену зовнішність - перероблену оптику і задні ліхтарі, радіаторну решітку з двома потужними горизонтальними планками, інші бампера з видозміненими гніздами під «противотуманки».
8-швидкісна інтегрована автоматична коробка передач ZF 8HP. Передня підвіска незалежна з незалежними поперечними важелями, Багатоважільна залежна задня підвіска

### Двигуни
- 2.0 L GW4C20A I4 (turbo) 245 л.с. при 5500 об/хв 350 Нм при 1800-4500 об/хв
- 2.0 L GW4D20T I4 (diesel) 190 к.с. при 4000 об/хв 420 Нм при 1400-2400 об/хв

## Друге покоління

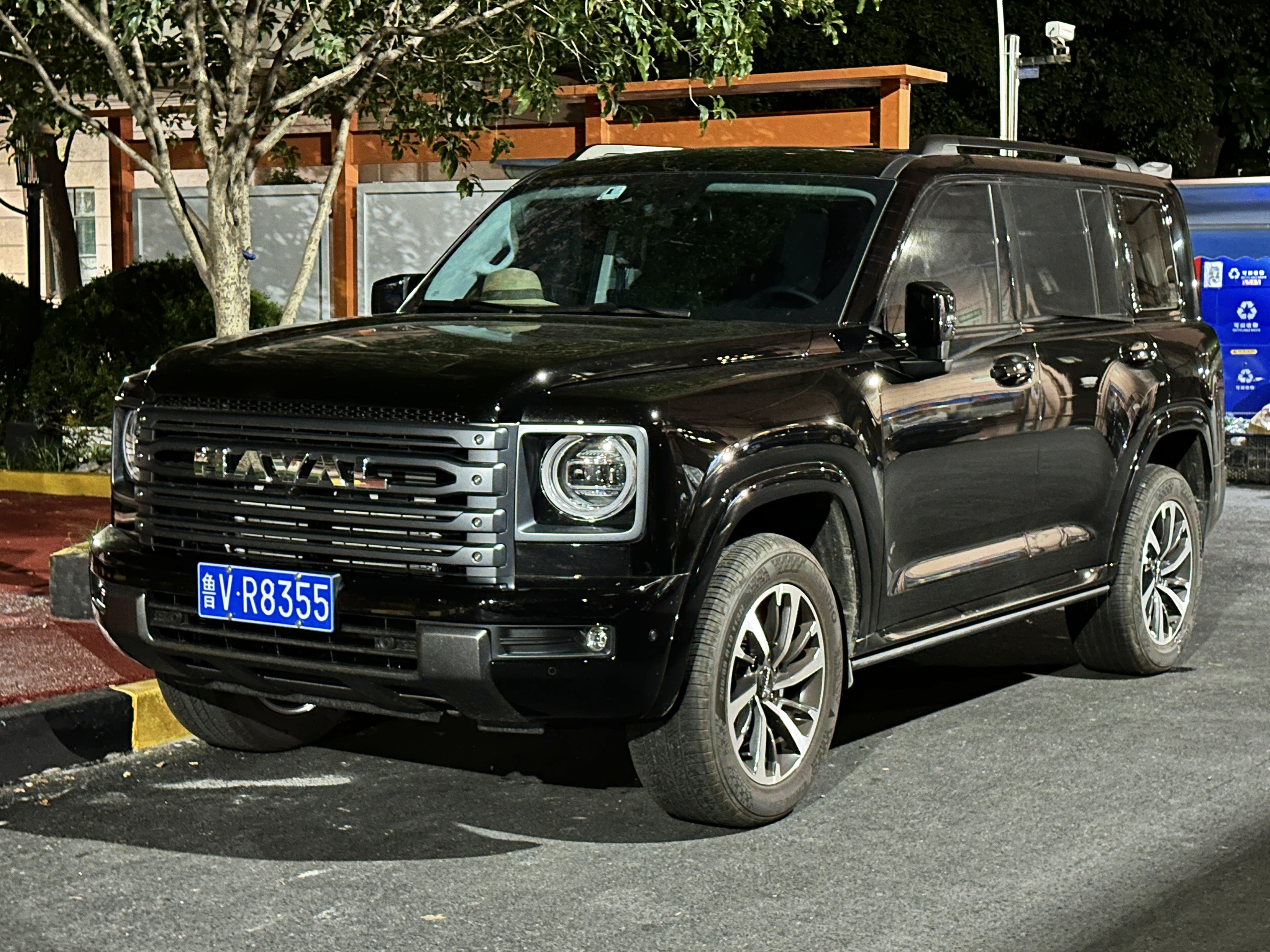
Haval H9 II

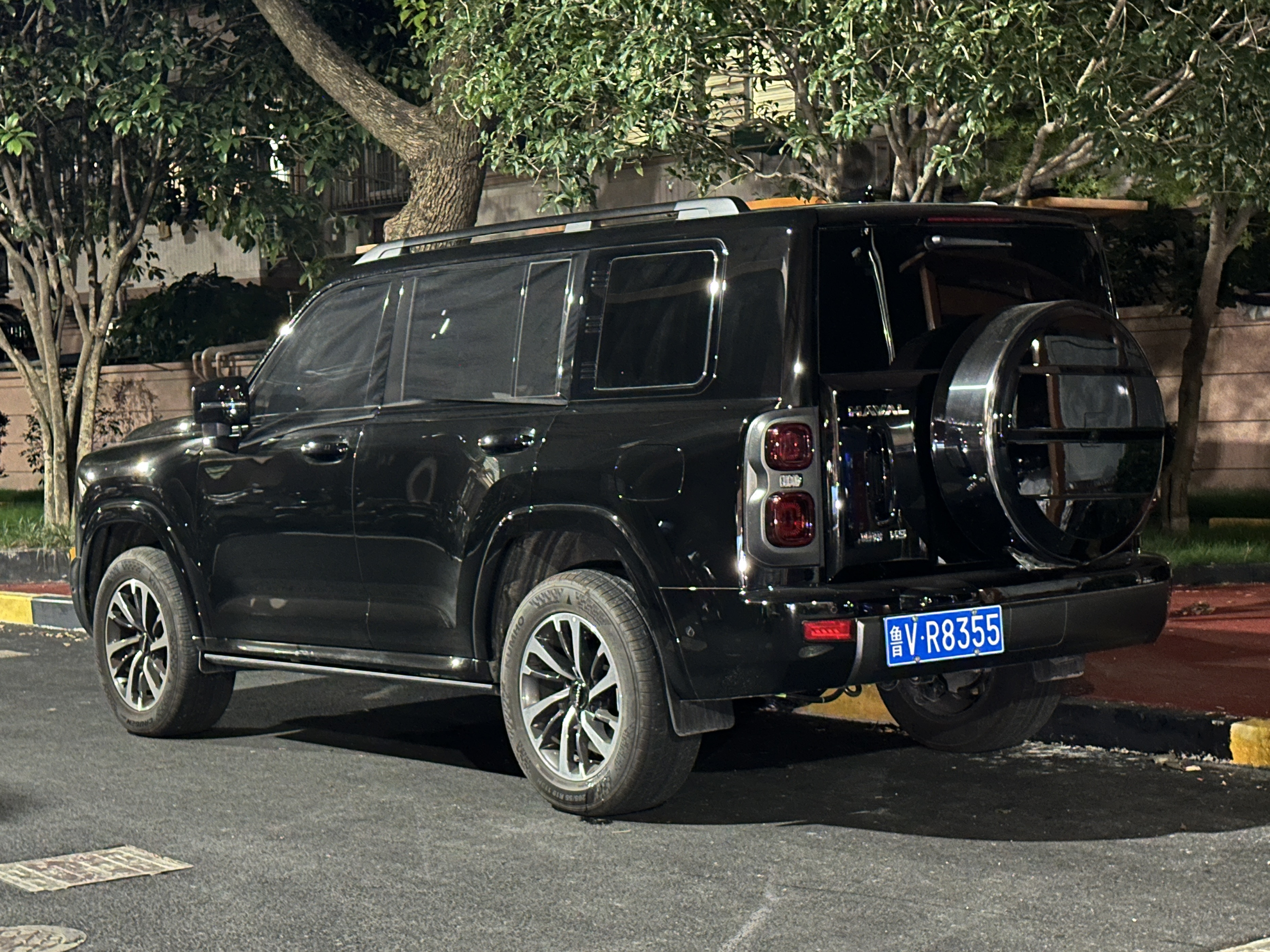

Перші зображення Haval H9 другого покоління були оприлюднені в січні 2024 року. Силовим агрегатом залишається 2,0-літровий турбодвигун, який поєднується з 8-ступінчастою автоматичною коробкою передач, або 2,4-літровий турбодизельний двигун, який поєднується з 9-ступінчастою автоматичною коробкою передач. 

### Двигуни
- 2.0 L GW4C20B I4 (turbo)
- 2.4 L GW4D24 I4 (diesel)